# Джо Голдеман
Джо Го́лдеман (Хо́лдеман; англ. Joe Haldeman, 9 червня 1943, Оклахома-Сіті) — американський прозаїк, один з помітних авторів сучасної наукової фантастики США, писав також детективи. Лауреат премії «Гросмейстер фантастики» за заслуги перед жанром (2010).

## Біографія
Народився в Оклахома-Сіті (штат Оклахома). Закінчив Університет штату Меріленд у Коледж-Парку з дипломами фізика й астронома, там же закінчив аспірантуру, після чого був призваний до армії. Був важко поранений у В'єтнамі, нагороджений орденом «Пурпурне Серце»; в'єтнамські враження описані в реалістичному романі «Рік війни» (War Year) (1972). Після демобілізації захистив дисертацію за фахом «вільні мистецтва» в Університеті штату Айова (в Айова-Сіті); викладав у цьому ж університеті, працював редактором у видавництві науково-популярної літератури; вів семестрові творчі курси з наукової фантастики у Масачусетському технологічному інституті (в Кембриджі); з 1970 року — професійний письменник. Перша науково-фантастична публікація — «Поза фазою» (1969). Мешкає в Гейнесвіллі (штат Флорида). На початку 1980-х років відвідав Київ, описавши свою подорож до СРСР у критичній статті.
В'єтнамський досвід наклав відбиток на усю творчість Голдемана — одного з головних представників «лівого», пацифістського напрямку сучасної американської фантастики; постійно полемізуючи з письменниками-колегами з іншого табору (Р. Гайнлайном, Дж. Пурнеллом тощо), Голдеман не втомлюється підкреслювати абсурдність і нелюдяність війни — цьому, зокрема, присвячена зібрана ним антологія «Годі вчитися війні» (Study War No More) (1977). Успіх письменникові повість «Герой» (1972), переписана пізніше в найвідоміший роман Голдемана — «Нескінченна війна» (Forever War)(1974; премія «Неб'юла», 1974; премія «Г'юґо», 1975). Роман є різкою полемікою із «Зоряним десантом» Р. Гайнлайна і прозорою метафорою війни у В'єтнамі. Герої роману — космічні ландскнехти далекого майбутнього, завербовані невідомими зоряними стратегами, за допомогою миттєвих переміщень через зорі-колапсари найманці постійно переносяться в далеке майбутнє, поступово втрачаючи будь-яке уявлення, за що і проти кого вони воюють, а крім того, ризикують прибути на нове поле бою із застарілою зброєю.
Експериментальний (у дусі Джона Дос Пассоса і «Зупинки на Занзібарі» Джона Браннера) роман «Міст думки» (Mindbridge) (1976) виявився стилістично цікавим, але занадто заплутаним; мова в романі йде про майбутнє, де телепортація і телепатія створюють для живучих у ньому додаткові проблеми. Також у хаотичному близькому майбутньому розгортається дія роману «Згадаються мої гріхи» (All My Sins Remembered) (1977); фрагмент якого — повість «Відповідно до злочину» (1971) і трилогія: «Світи» (Worlds) (1981), «Світи розділені» (Worlds Apart) (1983), «Досить світів і часу» (Worlds Enough and Time) (1992).
У першому романі особистість є іграшкою в руках політичних еліт; у трилогії — земна цивілізація балансує на грані ядерної війни, яка і відбувається, після чого вся надія покладається на орбітальні космічні поселення.
Наступні романи Голдемана — «Інструмент торгівлі» (Tool of the Trade) (1987), «Купуючи час» (Buying Time) (1989), і написаний у співавторстві з братом, Джеком Голдеманом (також письменником-фантастом), роман «Пітьми немає» (There Is No Darkness) (1983) — виявилися менш успішними. Оповідання і повісті Голдемана склали збірники — «Нескінченні сни» (Infinite Dreams) (1979), «Маючи справу з майбутнім» (Dealing With Future) (1985); варто відзначити оповідання: «Трьохсотріччя» (1976; «Х'юго» — 1977) і «Образ» (1991), а також повість «Жарт Гемінгвея» (1990; «Х'юго»-1991; «Небюла»-1990).

## Нагороди
- 2005 — премія «Неб'юла» за роман «Камуфляж» (Camouflage)[8]
- Керівництво та колишні президенти Американської спілки письменників-фантастів обрали Голдемана 27-м Великим магістром SFWA у 2009 році, і він отримав відповідну нагороду Великого магістра Меморіалу Деймона Найта за життєві досягнення як письменника під час церемонії вручення премії «Неб'юла» у 2010 році[9]. До Зали слави наукової фантастики його включено в червні 2012 року[10].